# John Michael D’Arcy
John Michael D’Arcy (* 18. August 1932 in Boston, Massachusetts; † 3. Februar 2013 in Fort Wayne, Indiana) war römisch-katholischer Bischof von Fort Wayne-South Bend.

## Leben
John Michael D’Arcy besuchte nach der Boston College High School ab 1949 das Saint John’s Seminary in seinem Geburtsort. Nach dem Studium der Philosophie und Theologie empfing er am 2. Februar 1957 die Priesterweihe für das Erzbistum Boston. Von 1965 bis 1968 absolvierte er ein Doktoratsstudium zum Doktor der Theologie an der Päpstlichen Universität Heiliger Thomas von Aquin. Von 1968 bis 1985 war er Spiritual und Professor für Spirituelle Theologie am Saint John’s Seminary sowie Pfarrer in Beverly, Massachusetts.
Papst Paul VI. ernannte ihn am 30. Dezember 1974 zum Titularbischof von Mediana und Weihbischof in Boston. Die Bischofsweihe spendete ihm am 11. Februar 1975 der Erzbischof von Boston, Humberto Sousa Kardinal Medeiros; Mitkonsekratoren waren die Bostoner Weihbischöfe, Lawrence Joseph Riley und Thomas Joseph Riley. 
Am 18. Februar 1985 ernannte ihn Papst Johannes Paul II. zum Bischof von Fort Wayne-South Bend. Die feierliche Amtseinführung (Inthronisation) fand am 1. Mai desselben Jahres statt. Papst Benedikt XVI. nahm am 14. November 2009 sein aus Altersgründen vorgebrachtes Rücktrittsgesuch an.